# Nomia simplicipes
Nomia simplicipes là một loài Hymenoptera trong họ Halictidae. Loài này được Friese mô tả khoa học năm 1897.